# 수오미 능선

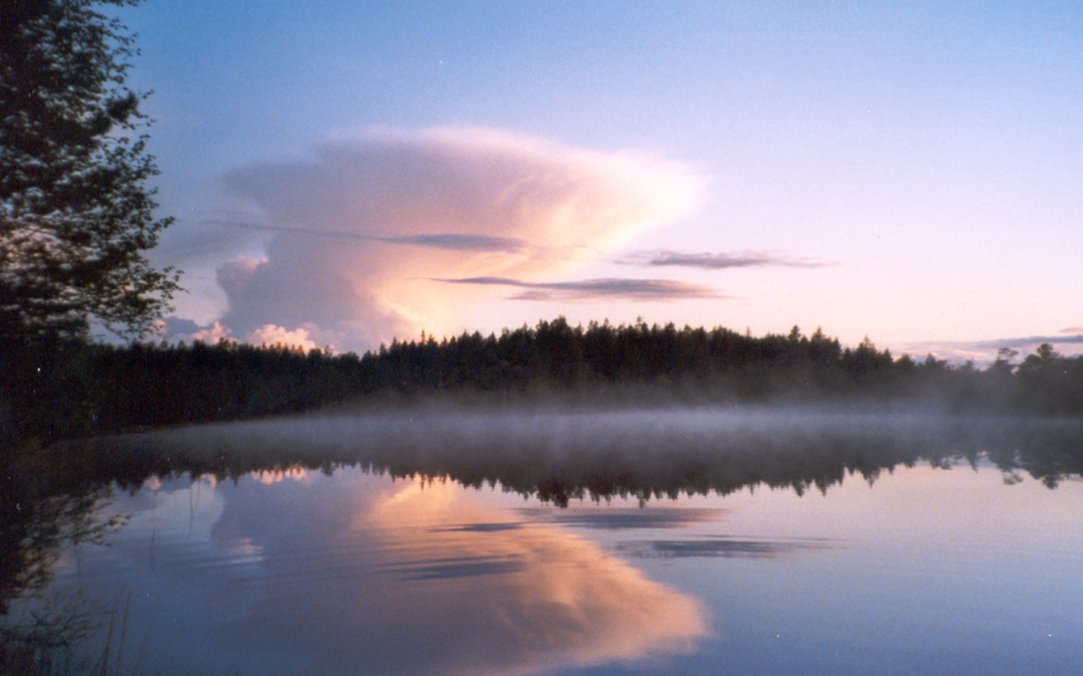
수오미 능선 중부에 위치한 살라마호 국립공원.

수오미 능선(핀란드어: Suomenselkä 수오멘셀캐[*])은 핀란드 내륙지역의 분수계다. 이 능선을 기준으로 서북쪽으로 흐르는 물은 포흐얀마 지방의 강들로 흘러 보트니아만으로 유입되고, 동남쪽으로 흐르는 물은 호수수오미 지대의 무수한 호수들로 흘러든다.  수오미 능선 자체도 핀란드의 경관구 중 하나다.
그 범위는 핀란드 서남부, 사타쿤타와 포흐얀마의 경계 부근의 카우하네바-포흐얀캉가스 국립공원에서부터 동북쪽으로 오울루호에 이른다. 양 끝의 중간지점에는 살라마호 국립공원이 있다. 남포흐얀마 지역・중앙포흐얀마 지역・북포흐얀마 지역과 카이누 지역・중앙수오미 지역의 경계가 대체로 수오미 능선과 일치한다.
전체적으로 기복이 없는 핀란드 땅에서 그나마 두드러진 지형이지만, 분수계일 뿐 지질학적으로 엄밀히 정의되는 척량산맥 같은 것은 아니다. 능선 좌우의 수계에 비해 살짝 높을 뿐, 능선 그 자체는 평탄하여 해발고도의 편차가 20 미터를 넘지 않는다. 식생은 척박하고 월귤류와 소나무류가 지배적이다. 또한 습원이 매우 풍부해서, 늪지대에 넌출월귤과 진들딸기가 자란다. 토질은 빙력토가 주되다.
주변의 저지대에 비해 겨울에 눈이 더 많이 오고 식물도 잘 자라지 못해서 "라플란드의 (핀란드 쪽으로 찌른) 손가락"(핀란드어: Lapin sormeksi 라핀 소르멕시[*])이라고도 불린다. 수오미 능선은 야생동물들이 핀란드 서남부와 동북부를 오가는 통로가 되기도 한다.